# Holocauste nazi : Armes secrètes du IIIe Reich
Pour plus de détails, voir Fiche technique et Distribution.
Holocauste nazi : Armes secrètes du IIIe Reich (La bestia in calore) est un film de nazisploitation italien coécrit et réalisé par Luigi Batzella, sorti en 1977. 
Le film recycle de nombreuses scènes du film de guerre du mếme réalisateur sorti en 1970, Quand explose la dernière grenade.

## Synopsis
En Italie, durant la Seconde Guerre mondiale. Les Nazis traquent des partisans italiens réfugiés dans les montagnes. Pour obtenir des informations, les Allemands séquestrent des femmes dans un château où elles sont torturées par la doctoresse et l'officier SS Ellen Kratsch. À l'intérieur de l'édifice, des tortures innommables sont menées sur les prisonniers sous son commandement. Belle et perverse, elle jouit des sévices qu'elle impose à ses victimes tout en menant en parallèle une expérience scientifique. Ses recherches l'ont conduite à transformer un cobaye en monstre hybride, mi-homme mi-singe. Afin de faire parler ses prisonnières, elle n'hésite pas à les enfermer dans sa cage où la créature les viole puis les dévore. 
Pendant ce temps, un groupe de partisans s'apprête à attaquer le château.

## Fiche technique
- Titre original italien : La bestia in calore
- Titre français : Holocauste nazi : Armes secrètes du IIIe Reich
- Réalisation et montage : Luigi Batzella  (crédité comme Ivan Kathansky)
- Scénario : Luigi Batzella et Lorenzo Artale
- Musique : Giuliano Sorgini
- Production : Xiro Papas
- Pays d'origine :  Italie
- Langue originale : italien
- Format : Couleur - 1,85:1 - Mono
- Genre : Nazisploitation
- Durée : 86 minutes
- Date de sortie : 
  - Italie : 19 juillet 1977
  - France : 19 mai 1982

## Distribution
- Macha Magall : Dr. Ellen Kratsch
- Gino Turini (crédité comme John Brawn) : Drago
- Edilio Kim (crédité comme Kim Gatt) : capitaine Hardinghauser
- Xiro Papas : Lupo
- Salvatore Baccaro (crédité comme Sal Boris) : La créature